# Danh sách tòa nhà cao nhất Thành phố New York

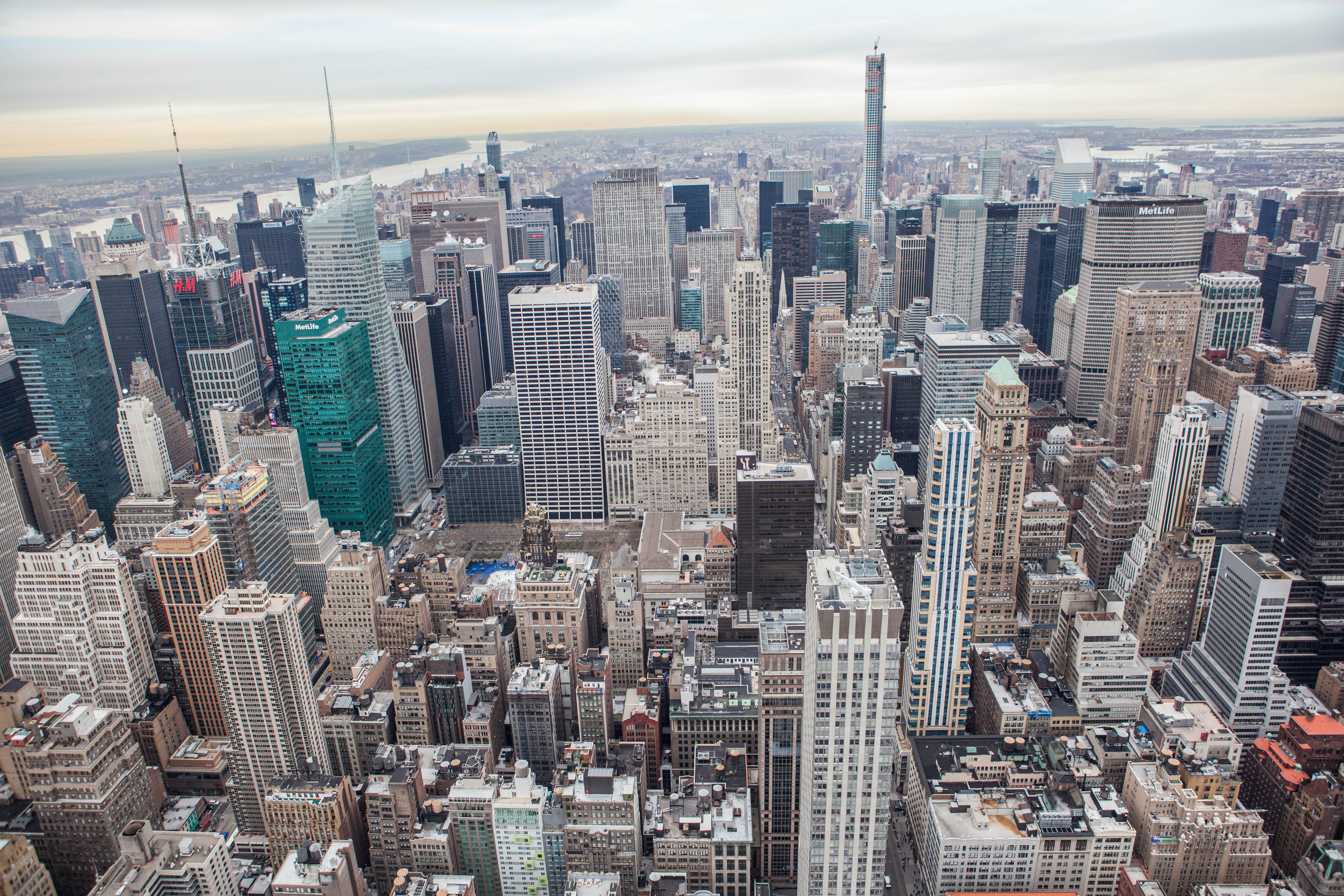
Đường chân trời Midtown Manhattan, nhìn về phía bắc (uptown) từ Tòa nhà Empire State

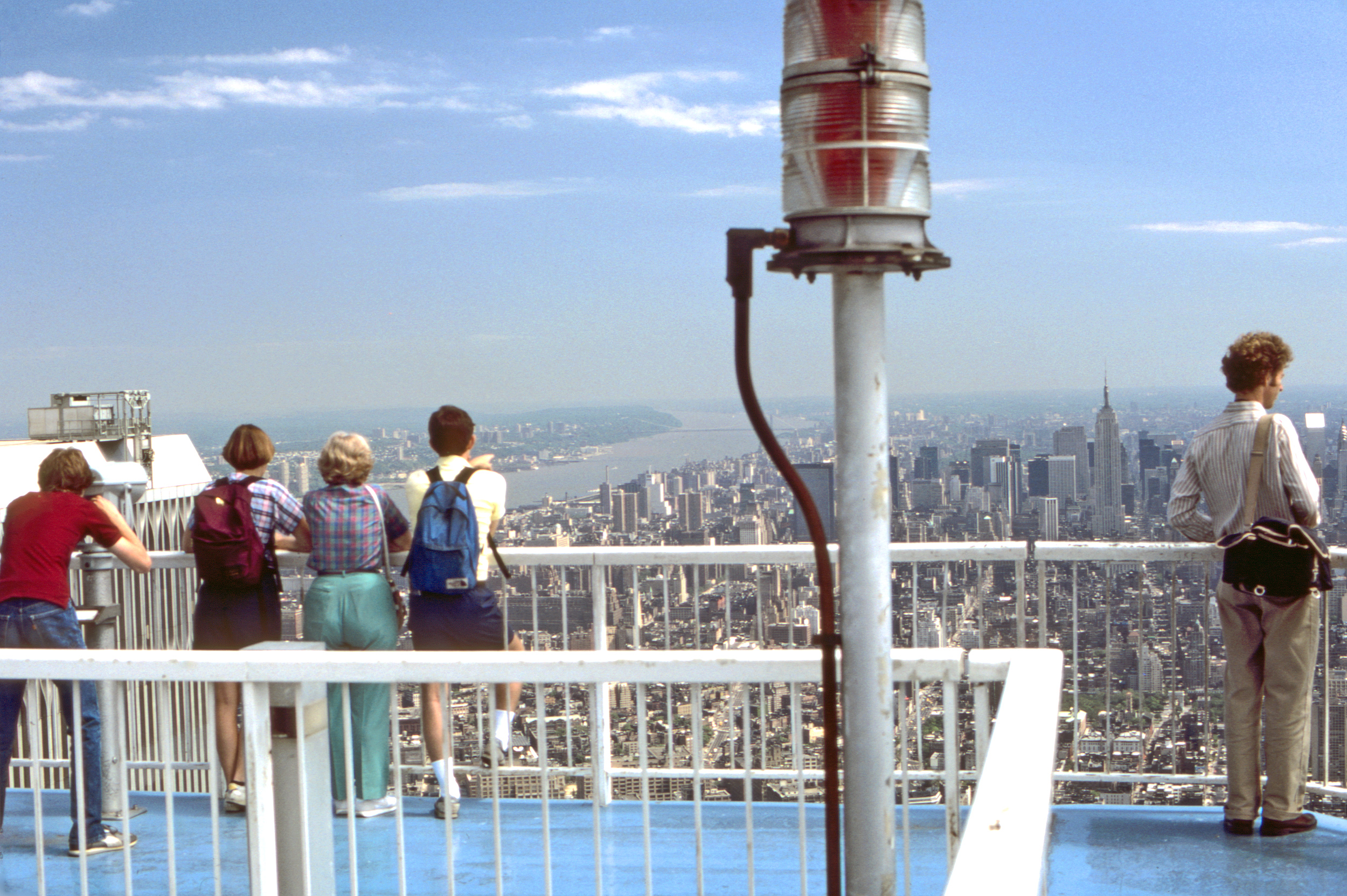
Midtown Manhattan nhìn về phía xa. Ảnh được chụp tại khoang quan sát của Trung tâm Thương mại Thế giới số 2 cũ, trước khi bị phá hủy.

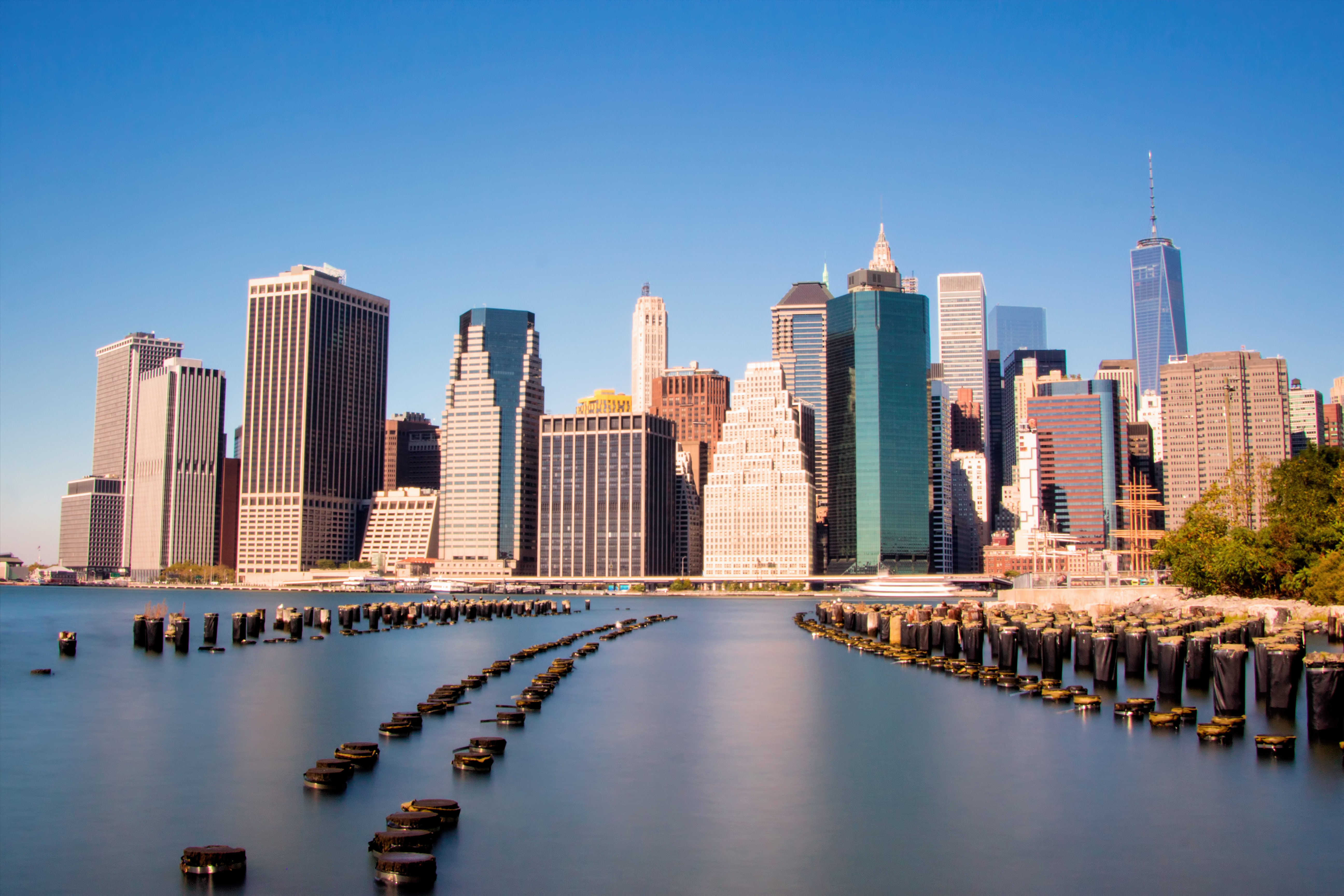
Lower Manhattan, nhìn từ Brooklyn, với Trung tâm Thương mại Thế giới Một ở bên phải

Thành phố New York, thành phố đông dân nhất tại Hoa Kỳ, là ngôi nhà của 6.154 tòa nhà cao tầng đã hoàn thành, 113 trong số đó có chiều cao từ 600 foot (183 m) trở lên. Tòa nhà cao nhất tại New York là Trung tâm Thương mại Thế giới Một, cao 1.776 foot (541 m). Tòa nhà chọc trời 104 tầng này cũng là tòa nhà cao nhất Hoa Kỳ, tòa nhà cao nhất Bán cầu Tây, và là tòa nhà cao thứ sáu thế giới. Tòa nhà cao thứ nhì thành phố là tòa nhà 432 Đại lộ Park, cao 1.396 foot (426 m), và thứ ba là Tòa nhà Empire State cao 102 tầng tại Midtown Manhattan, được khánh thành vào năm 1931 và có chiều cao 1.250 foot (381 m), tính cả ăngten là 1.454 foot (443 m). Nó cũng là tòa nhà cao thứ năm tại Hoa Kỳ và là tòa nhà cao thứ 25 thế giới.
Tòa nhà Empire State từng là tòa nhà cao nhất thế giới từ khi hoàn thành cho đến năm 1972, khi Tòa tháp Bắc cao 110 tầng của Trung tâm Thương mại Thế giới cũ được hoàn thành. Với độ cao 1.368 foot (417 m), Trung tâm Thương mại Thế giới giành danh hiệu tòa nhà cao nhất thế giới trong một khoảng thời gian ngắn tới khi Tòa tháp Sears (nay goi là Tòa tháp Willis) cao 108 tầng hoàn thành tại Chicago năm 1974. Các tòa tháp Trung tâm Thương mại Thế giới đã bị phá hủy bởi các vụ khủng bố năm 2001, và Tòa nhà Empire State đã giành lại danh hiệu tòa nhà cao nhất thành phố. Nó tiếp tục giữ danh hiệu này cho đến tháng 4 năm 2012, khi công trình Trung tâm Thương mại Thế giới Một vượt qua nó. Tòa nhà cao thứ tư tại New York là Tòa tháp Bank of America, cao 1.200 foot (366 m), bao gồm cả phần đỉnh tháp xoắn ốc. Cao thứ năm là Tòa nhà Chrysler cao 1.046 foot (319 m), đã từng là tòa nhà cao nhất thế giới từ năm 1930 tới năm 1931, cà Tòa nhà New York Times, được hoàn thành năm 2007.
Các tòa nhà chọc trời của Thành phố New York tập trung tại các khu Midtown và Lower Manhattan, mặc dù các khu vực khác của Manhattan và các quận Brooklyn, Queens, và the Bronx cũng có một vài tòa nhà cao tầng. Tính đến  tháng 5 năm 2016, toàn thành phố có 241 tòa nhà có chiều cao ít nhất 500 foot (152 m), bao gồm cả các tòa nhà đang xây dựng, nhiều hơn bất cứ thành phố nào khác tại Hoa Kỳ.
Kể từ năm 2003, Thành phố New York đã chứng kiến 24 tòa nhà được khánh thành có chiều cao ít nhất 600 foot (183 m), bao gồm Trung tâm Thương mại Thế giới Một, đã trở thành tòa nhà cao nhất nước khi hoàn thành. 20 tòa nhà nữa đang được xây dựng. Trung tâm Thương mại Thế giới Một là một phần của quá trình tái phát triển Trung tâm Thương mại Thế giới, trong đó cũng bao gồm Trung tâm Thương mại Thế giới số 4 cao 975 foot (297 m), Trung tâm Thương mại Thế giới số 7 và hai tòa nhà đang xây dựng: Trung tâm Thương mại Thế giới số 2 cao 1.350 foot (411 m) và Trung tâm Thương mại Thế giới số 3 cao 1.171 foot (357 m).
Tổng cộng, tính tới tháng 4 năm 2016, có 494 tòa nhà cao tầng đang được xây dựng hoặc được đề xuất xây dựng tại Thành phố New York.

## Lịch sử
Lịch sử tòa nhà chọc trời tại Thành phố New York bắt đầu với việc hoàn thành Tòa nhà World vào năm 1890; công trình có chiều cao tới 348 foot (106 m). Mặc dù không phải là nhà cao tầng đầu tiên của thành phố, nó là tòa nhà đầu tiên vượt qua chiếc đỉnh xoắn ốc cao 284 foot (87 m) của Nhà thờ Trinity. Tòa nhà World, giữ danh hiệu tòa nhà cao nhất thành phố cho tới năm 1899, đã bị phá đổ vào năm 1955 để phục vụ thi công một lối vào mở rộng của Cầu Brooklyn.
New York đã đóng một vai trò nổi bật trong sự phát triển của nhà chọc trời; kể từ năm 1890, mười một công trình của thành phố đã từng giữ danh hiệu tòa nhà cao nhất thế giới. Thành phố New York đã trải qua một sự bùng nổ công trình cao tầng từ rất sớm, kéo dài từ đầu thập niên 1910 đến đầu thập niên 1930. Trong thời gian đó, 16 trong số 82 tòa nhà cao nhất của thành phố được xây dựng—bao gồm Tòa nhà Woolworth, Tòa nhà Bank of Manhattan Trust,Tòa nhà Chrysler và Tòa nhà Empire State, mỗi tòa nhà trong đó đều từng là tòa nhà cao nhất thế giới tại thời điểm khánh thành, riêng Tòa nhà Empire State giữ danh hiệu này trong gần bốn mươi năm.
Một sự bùng nổ nhà chọc trời thứ hai bắt đầu vào đầu thập niên 1960. Kể từ đó, thành phố đã chứng kiến gần 70 công trình được hoàn thành có độ cao ít nhất là 600 foot (183 m), bao gồm cả tòa tháp đôi của Trung tâm Thương mại Thế giới. Trung tâm Thương mại Thế giới số 1, hay còn gọi là Tòa tháp Bắc, là tòa nhà cao nhất thế giới từ năm 1972 tới 1973 và là tòa nhà cao nhất Thành phố New York cho tới năm 2001. Tòa tháp Bắc, cùng với sáu tòa nhà khác trong khu phức hợp Trung tâm Thương mại Thế giới, đã bị phá hủy trong vụ tấn công ngày 11 tháng 9 năm 2001. Trung tâm Thương mại Thế giới Một bắt đầu được xây dựng vào năm 2006, là tòa nhà dẫn đầu của khu phức hợp Trung tâm Thương mại Thế giới mới; với lễ cất nóc vào tháng 5 năm 2013, tòa nhà chọc trời cao 1.776 foot (541 m) này đã vượt qua Tòa tháp Willis để trở thành tòa nhà cao nhất tại Hoa Kỳ.

## Các tòa nhà cao nhất
Danh sách này xếp hạng các tòa nhà chọc trời tại Thành phố New York đã được hoàn thành và cất nóc có chiều cao ít nhất 600 foot (183 m), dựa trên các phép đo chiều cao chuẩn. Danh sách này bao gồm cả các đỉnh tháp xoắn ốc và các chi tiết kiến trúc nhưng không bao gồm các cột ăngten. Dấu bằng (=) được đặt đứng sau thứ hạng của các tòa nhà có cùng chiều cao. Dấu hoa thị (*) chỉ rằng tòa nhà vẫn đang được xây dựng, nhưng đã được cất nóc. Cột "Năm" ghi năm tòa nhà được khánh thành.
| Thứ hạng | Tên                                      | Hình                                               | Chiều cao ft (m) | Số tầng | Năm  | Ghi chú |
| -------- | ---------------------------------------- | -------------------------------------------------- | ---------------- | ------- | ---- | --- |
| 1        | Trung tâm Thương mại Thế giới Một        |                                                    | 1.776 (541)      | 104     | 2014 | Tòa nhà cao nhất Tây bán cầu theo chiều cao kiến trúc. Tòa nhà cao nhất Thành phố New York và Hoa Kỳ. Chiều cao mái là 1.368 foot (417 m), bằng với Trung tâm Thương mại Thế giới cũ. Diện tích xây dựng của tòa nhà là 200 nhân 200 foot (61 nhân 61 m), giống như tòa tháp đôi cũ. Nằm trong số những tòa nhà cao nhất thế giới. |
| 2        | 432 Đại lộ Park                          |                                                    | 1.396 (426)      | 89      | 2015 | Tòa nhà cao thứ hai tại NYC, tòa nhà dân cư cao nhất thế giới; tòa nhà cao thứ 19 thế giới; tòa nhà cao thứ 3 Hoa Kỳ. |
| 3        | Tòa nhà Empire State                     |                                                    | 1.250 (381)      | 102     | 1931 | Tòa nhà cao thứ 30 thế giới, cao thứ 5 tại Hoa Kỳ; tòa nhà đầu tiên trên thế giới có hơn 100 tầng. Được xây dựng chỉ trong 14 tháng trong cuộc Đại khủng hoảng, nó từng là tòa nhà cao nhất thế giới từ lúc hoàn thành năm 1931 cho tới khi Trung tâm Thương mại Thế giới hoàn thành năm 1972, và một lần nữa là tòa nhà cao nhất Thành phố New York kể từ sau khi Trung tâm Thương mại Thế giới bị phá hủy trong vụ khủng bố ngày 11 tháng 9 năm 2001 cho tới năm 2013.                                                                                       |
| 4        | Tháp Bank of America                     |                                                    | 1.200 (366)      | 54      | 2009 | Tòa nhà cao thứ 38 thế giới, cao thứ 6 tại Hoa Kỳ; tòa nhà chọc trời đầu tiên nhận chứng nhận LEED Bạch kim. Chiều cao mái là 953,5 foot (290,6 m). Hai tổ ong mật được giữ trên mái của tòa nhà. |
| 5        | Trung tâm Thương mại Thế giới số 3*      | Tập tin:Three World Trade Center - 2015 render.jpg | 1.079 (329)      | 80      | 2018 | Đã cất nóc vào tháng 6 năm 2016 |
| 6        | Tòa nhà Chrysler                         |                                                    | 1.046 (319)      | 77      | 1930 | Tòa nhà cao thứ 9 tại Hoa Kỳ; tòa nhà đầu tiên trên thế giới cao hơn 1.000 foot (305 m); từng là tòa nhà cao nhất thế giới từ năm 1930 tới năm 1931 khi bị Tòa nhà Empire State vượt qua; tòa nhà gạch khung thép cao nhất thế giới. Vào thời điểm hoàn thành, nó vượt qua Tháp Eiffel, trở thành công trình nhân tạo cao nhất thế giới. |
| 7        | Tòa nhà New York Times                   |                                                    | 1.046 (319)      | 52      | 2007 | Tòa nhà cao thứ 9 tại Hoa Kỳ. Còn được gọi là Tháp Times. Tòa nhà cao tầng đầu tiên tại Hoa Kỳ có hệ vách chống nắng làm từ gốm. |
| 8        | One57                                    |                                                    | 1.005 (306)      | 75      | 2014 | Tòa nhà chọc trời sử dụng hỗn hợp (nhà ở và khách sạn) cao nhất thành phố, tòa nhà cao thứ 92 thế giới Tòa nhà mid-block cao nhất thành phố. |
| 9        | Trung tâm Thương mại Thế giới số 4       |                                                    | 978 (298)        | 74      | 2013 | Còn gọi là 150 Phố Greenwich, một phần trong quá trình tái thiết Trung tâm Thương mại Thế giới |
| 10       | 70 Phố Pine                              |                                                    | 952 (290)        | 66      | 1932 | Tòa nhà cao thứ 22 tại Hoa Kỳ; trước kia có tên là American International Building và Tòa nhà Cities Service 70 Pine đang được chuyển thành một tòa nhà dân cư chọc trời với 644 căn hộ cho thuê, 132 phòng khách sạn và 35.000 foot vuông không gian bán lẻ. Nó từng là tòa nhà cao nhất khu Lower Manhattan từ thời điểm khánh thành cho tới khi xây dựng các tòa nhà Trung tâm Thương mại Thế giới cũ vào thập niên 1970, rồi giành lại danh hiệu này sau ngày 11/9, tiếp tục giữ danh hiệu cho tới khi xây dựng tòa nhà Trung tâm Thương mại Thế giới Một. |
| 11       | 30 Park Place                            |                                                    | 937 (286)        | 82      | 2016 | Khu nhà ở tư nhân và khách sạn Four Season. Cất nóc và tháng 3 năm 2015. |
| 12       | 40 Phố Wall                              |                                                    | 927 (283)        | 70      | 1930 | Tòa nhà cao thứ 24 tại Hoa Kỳ; từng là tòa nhà cao nhất thế giới trong vòng chưa đến hai tháng vào năm 1930; từng có tên là Tòa nhà Bank of Manhattan Trust; hiện nay có tên là Tòa nhà Trump, một cái tên cố định hơn là 40 Phố Wall Từng là tòa nhà mid-block cao nhất thành phố từ năm 1930 tới khi hoàn thành tòa nhà One57 vào năm 2014. |
| 13       | Trung tâm Citigroup                      |                                                    | 915 (279)        | 59      | 1977 | Trước kia là Trung tâm Citicorp và nay có tên là 601 Đại lộ Lexington |
| 14       | 10 Hudson Yards*                         |                                                    | 895 (273)        | 52      | 2016 | Cất nóc vào tháng 10 năm 2015. |
| 15       | 8 Phố Spruce                             |                                                    | 870 (265)        | 76      | 2011 | Còn được gọi là Tháp Beekman và New York by Gehry |
| 16       | Trump World Tower                        |                                                    | 861 (262)        | 72      | 2001 | Tòa nhà dân cư cao thứ ba thành phố; tòa nhà dân cư cao nhất thế giới từ năm 2000 tới năm 2003 |
| 17       | 30 Rockefeller Plaza                     |                                                    | 850 (260)        | 70      | 1933 | Còn gọi là Tòa nhà Comcast, trước kia gọi là Tòa nhà GE, và Tòa nhà RCA; được gọi thông tục là "30 Rock" do địa chỉ của nó, nơi có trường quay NBC Studios và đài quan sát Top of the Rock. |
| 18       | 56 Phố Leonard*                          |                                                    | 821 (250)        | 57      | 2016 | Công trình cao nhất tại Tribeca; cất nóc tháng 7 năm 2015. |
| 19       | Trung tâm CitySpire                      |                                                    | 814 (248)        | 75      | 1987 | [ 48 ] [ 49 ] [ 50 ] |
| 20       | 28 Phố Liberty                           |                                                    | 813 (248)        | 60      | 1961 | trước khi bán vào năm 2015 còn gọi là One Chase Manhattan Plaza |
| 21       | Tòa nhà Condé Nast                       |                                                    | 809 (247)        | 48      | 1999 | Còn gọi là Four Times Square |
| 22       | Tòa nhà MetLife                          |                                                    | 808 (246)        | 59      | 1963 | Trước kia gọi là Tòa nhà Pan Am |
| 23       | 731 Đại lộ Lexington                     |                                                    | 806 (246)        | 54      | 2005 | [ 57 ] [ 58 ] |
| 24       | Tòa nhà Woolworth                        |                                                    | 792 (241)        | 57      | 1913 | Tòa nhà cao nhất thế giới từ năm 1913 tới năm 1930 |
| 25       | 50 Phố West*                             |                                                    | 783 (239)        | 63      | 2016 | Cất nóc vào tháng 10 năm 2015. |
| 26       | One Worldwide Plaza                      |                                                    | 778 (237)        | 50      | 1989 | Tòa tháp văn phòng thương mại trên Đại lộ thứ 8 |
| 27       | 45 Phố 22 Đông*                          |                                                    | 777 (237)        | 64      | 2017 | Cất nóc tháng 5 năm 2016 |
| 28       | Tháp Carnegie Hall                       |                                                    | 757 (231)        | 60      | 1991 | [ 68 ] [ 69 ] |
| 29       | 383 Đại lộ Madison                       |                                                    | 755 (230)        | 47      | 2001 | Trước kia gọi là Bear Stearns World Headquarters |
| 30       | 1717 Broadway                            |                                                    | 753 (229)        | 68      | 2013 | Khách sạn cao nhất Tây bán cầu |
| 31       | Trung tâm AXA Equitable                  |                                                    | 752 (229)        | 54      | 1986 | Trước kia gọi là Tòa nhà Equitable và Equitable Center West |
| 31=      | One Penn Plaza                           |                                                    | 750 (229)        | 57      | 1972 | [ 77 ] [ 78 ] |
| 31=      | 1251 Avenue of the Americas              |                                                    | 750 (229)        | 54      | 1971 | Trước kia gọi là Tòa nhà Exxon |
| 31=      | Tháp Nam Trung tâm Time Warner           |                                                    | 750 (229)        | 55      | 2004 | [ 81 ] [ 82 ] |
| 31=      | Tháp Bắc Trung tâm Time Warner           |                                                    | 750 (229)        | 55      | 2004 | [ 82 ] [ 83 ] |
| 35       | 200 Phố West                             |                                                    | 749 (228)        | 44      | 2010 | Còn gọi là Goldman Sachs World Headquarters |
| 36       | 60 Phố Wall                              |                                                    | 745 (227)        | 55      | 1989 | Còn gọi là Tòa nhà Deutsche Bank |
| 36       | One Astor Plaza                          |                                                    | 745 (227)        | 54      | 1972 | [ 88 ] [ 89 ] |
| 37       | Trung tâm Thương mại Thế giới số 7       |                                                    | 743 (226)        | 52      | 2006 | [ 90 ] [ 91 ] |
| 38       | One Liberty Plaza                        |                                                    | 743 (226)        | 54      | 1973 | Trước kia gọi là Tòa nhà U.S. Steel |
| 39       | 20 Exchange Place                        |                                                    | 741 (226)        | 57      | 1931 | Trước kia gọi là Tòa nhà City Bank-Farmers Trust |
| 41       | 200 Phố Vesey                            |                                                    | 739 (225)        | 51      | 1986 | Còn gọi là Tháp American Express |
| 42       | Tòa nhà Bertelsmann                      |                                                    | 733 (223)        | 42      | 1990 | [ 98 ] [ 99 ] |
| 43       | Tháp Quảng trường Thời đại               |                                                    | 726 (221)        | 47      | 2004 | [ 100 ] [ 101 ] |
| 44       | Tháp Metropolitan                        |                                                    | 716 (218)        | 77      | 1987 | [ 102 ] [ 103 ] |
| 45       | 252 Phố 57 Đông*                         | —                                                  | 715 (218)        | 65      | 2016 | Cất nóc vào tháng 10 năm 2015 |
| 46       | 610 Đại lộ Lexington*                    |                                                    | 711 (217)        | 63      | 2017 | Còn gọi là 100 Phố 53 Đông. Cất nóc vào tháng 1 năm 2016. |
| 47       | 500 Đại lộ thứ 5                         |                                                    | 709 (216)        | 60      | 1931 | [ 107 ] [ 108 ] |
| 48       | JP Morgan Chase World Headquarters       |                                                    | 707 (215)        | 52      | 1960 | [ 109 ] [ 110 ] |
| 49       | Tòa nhà General Motors                   |                                                    | 705 (215)        | 50      | 1968 | [ 111 ] [ 112 ] |
| 50       | 3 Manhattan West                         | -                                                  | 702 (214)        | 62      | 2017 | Cất nóc vào tháng 4 năm 2016 |
| 51       | Tháp Metropolitan Life Insurance Company |                                                    | 700 (213)        | 50      | 1909 | Tòa nhà cao nhất thế giới từ năm 1909 tới năm 1913 |
| 52       | Tháp Americas                            |                                                    | 692 (211)        | 50      | 1992 | [ 117 ] [ 118 ] |
| 53       | Tòa nhà Solow                            |                                                    | 689 (210)        | 50      | 1974 | [ 119 ] [ 120 ] |
| 54       | Tòa nhà Marine Midland                   |                                                    | 688 (210)        | 52      | 1967 | Còn gọi là Tòa nhà HSBC Bank |
| 55=      | 55 Phố Water                             |                                                    | 687 (209)        | 53      | 1972 | [ 123 ] [ 124 ] |
| 55=      | 277 Đại lộ Park                          |                                                    | 687 (209)        | 50      | 1962 | [ 125 ] [ 126 ] |
| 55=      | 5 Beekman                                |                                                    | 687 (209)        | 47      | 2015 | [ 127 ] |
| 58       | Tòa nhà Morgan Stanley                   |                                                    | 685 (209)        | 42      | 1989 | Còn gọi là Morgan Stanley World Headquarters |
| 59       | Tháp Random House                        |                                                    | 684 (208)        | 52      | 2003 | [ 130 ] [ 131 ] |
| 60       | Four Seasons Hotel New York              |                                                    | 682 (208)        | 52      | 1993 | Tòa nhà khách sạn cao nhất thành phố |
| 61       | 1221 Avenue of the Americas              |                                                    | 674 (205)        | 51      | 1969 | Trước kia gọi là Tòa nhà McGraw-Hill |
| 62=      | Tòa nhà Lincoln                          |                                                    | 673 (205)        | 55      | 1930 | [ 136 ] [ 137 ] |
| 62=      | Tháp Barclay                             |                                                    | 673 (205)        | 56      | 2007 | [ 138 ] [ 139 ] |
| 64       | Paramount Plaza                          |                                                    | 670 (204)        | 48      | 1971 | Trước kia là Tòa nhà Uris |
| 65       | Tháp Trump                               |                                                    | 664 (202)        | 58      | 1983 | [ 142 ] [ 143 ] |
| 66       | One Court Square                         |                                                    | 658 (201)        | 50      | 1990 | Tòa nhà cao nhất Thành phố New York bên ngoài Manhattan; tòa nhà cao nhất Long Island và Quận Queens; trước kia gọi là Tòa nhà Citigroup |
| 67       | Sky                                      |                                                    | 656 (200)        | 71      | 2015 | Tòa tháp nhà ở đơn lớn nhất Thành phố New York. Sky bao gồm 1.175 khu nhà ở sang trọng và hơn 70.000 foot vuông diện tích tiện nghi. |
| 68       | 1 Phố Wall                               |                                                    | 654 (199)        | 50      | 1931 | [ 148 ] [ 149 ] |
| 69=      | 599 Đại lộ Lexington                     |                                                    | 653 (199)        | 50      | 1986 | [ 150 ] [ 151 ] |
| 69=      | Tháp Silver I                            |                                                    | 653 (199)        | 60      | 2009 | Còn gọi là River Place |
| 69=      | Tháp Silver II                           |                                                    | 653 (199)        | 60      | 2009 | Còn gọi là River Place |
| 72       | 712 Đại lộ thứ 5                         |                                                    | 650 (198)        | 52      | 1990 | [ 156 ] [ 157 ] |
| 73       | Tòa nhà Chanin                           |                                                    | 649 (198)        | 56      | 1930 | [ 158 ] [ 159 ] |
| 74       | 245 Đại lộ Park                          |                                                    | 648 (198)        | 44      | 1966 | [ 160 ] [ 161 ] |
| 75=      | Tháp Sony                                |                                                    | 647 (197)        | 37      | 1984 | Trước kia gọi là Tòa nhà AT&T |
| 75=      | Tower 28*                                | —                                                  | 647 (197)        | 58      | 2016 | Cất nóc vào tháng 4 năm 2016 |
| 77       | 225 Phố Liberty                          |                                                    | 645 (197)        | 44      | 1987 | [ 166 ] [ 167 ] |
| 78=      | 1 New York Plaza                         |                                                    | 640 (195)        | 50      | 1969 | [ 168 ] [ 169 ] |
| 78=      | 570 Đại lộ Lexington                     |                                                    | 640 (195)        | 50      | 1931 | Còn gọi là Tòa nhà General Electric |
| 80       | MiMA                                     |                                                    | 638 (195)        | 55      | 2011 | [ 172 ] [ 173 ] |
| 81       | 345 Đại lộ Park                          |                                                    | 634 (193)        | 44      | 1969 | [ 174 ] [ 175 ] |
| 82       | 400 Đại lộ thứ 5                         | —                                                  | 631 (192)        | 57      | 2010 | [ 176 ] [ 177 ] |
| 83=      | Tòa nhà W. R. Grace                      |                                                    | 630 (192)        | 50      | 1971 | [ 178 ] [ 179 ] |
| 83=      | Home Insurance Plaza                     |                                                    | 630 (192)        | 45      | 1966 | [ 180 ] [ 181 ] |
| 83=      | 1095 Avenue of the Americas              |                                                    | 630 (192)        | 40      | 1974 | Còn gọi là Verizon World Headquarters |
| 83=      | W New York Downtown Hotel and Residences |                                                    | 630 (192)        | 57      | 2010 | [ 184 ] |
| 88       | 101 Đại lộ Park                          |                                                    | 629 (192)        | 49      | 1982 | [ 185 ] [ 186 ] |
| 89=      | One Dag Hammarskjold Plaza               |                                                    | 628 (191)        | 49      | 1972 | [ 187 ] [ 188 ] |
| 89=      | Central Park Place                       |                                                    | 628 (191)        | 56      | 1988 | [ 189 ] [ 190 ] |
| 90=      | 888 Đại lộ thứ 7                         |                                                    | 628 (191)        | 46      | 1971 | [ 191 ] [ 192 ] |
| 92=      | Waldorf Astoria New York                 |                                                    | 625 (191)        | 47      | 1931 | [ 193 ] [ 194 ] |
| 92=      | 1345 Avenue of the Americas              |                                                    | 625 (191)        | 50      | 1969 | [ 195 ] [ 196 ] |
| 94       | Trump Palace Condominiums                |                                                    | 623 (190)        | 54      | 1991 | [ 197 ] [ 198 ] |
| 95=      | Tháp Olympic                             |                                                    | 620 (189)        | 51      | 1976 | [ 199 ] [ 200 ] |
| 95=      | Tòa nhà Mercantile                       |                                                    | 620 (189)        | 48      | 1929 | Còn gọi là 10 Phố 40 Đông |
| 97=      | 425 Đại lộ thứ 5                         |                                                    | 618 (188)        | 55      | 2003 | [ 203 ] [ 204 ] |
| 97=      | One Madison                              |                                                    | 618 (188)        | 51      | 2010 | [ 205 ] [ 206 ] |
| 99=      | 919 Đại lộ thứ 3                         |                                                    | 615 (187)        | 47      | 1971 | [ 207 ] [ 208 ] |
| 99=      | Tòa nhà New York Life                    |                                                    | 615 (187)        | 40      | 1928 | [ 209 ] [ 210 ] |
| 100=     | 750 Đại lộ thứ 7                         |                                                    | 615 (187)        | 40      | 1989 | [ 211 ] [ 212 ] |
| 100=     | The Epic                                 |                                                    | 615 (187)        | 58      | 2007 | [ 213 ] [ 214 ] |
| 103=     | Eventi                                   |                                                    | 614 (187)        | 54      | 2010 | [ 215 ] |
| 103=     | Tower 49                                 |                                                    | 614 (187)        | 45      | 1985 | [ 216 ] [ 217 ] |
| 105=     | 555 Đại lộ thứ 10*                       | —                                                  | 610 (186)        | 53      | 2016 | Cất nóc vào tháng 9 năm 2015 |
| 105=     | The Hub*                                 |                                                    | 610 (190)        | 52      | 2016 | Còn gọi là 333 Phố Schermerhorn. Tòa nhà cao nhất tại Brooklyn. Cất nóc vào ngày 16 tháng 12 năm 2015. |
| 107      | Tòa nhà Calyon                           |                                                    | 609 (186)        | 45      | 1964 | [ 224 ] [ 225 ] |
| 108      | Baccarat Hotel and Residences            |                                                    | 606 (185)        | 48      | 2014 | [ 226 ] |
| 109      | 250 Phố 55 Tây                           | —                                                  | 605 (184)        | 39      | 2013 | [ 227 ] |
| 110      | The Orion                                |                                                    | 604 (184)        | 58      | 2006 | [ 228 ] [ 229 ] |
| 111      | 590 Đại lộ Madison                       |                                                    | 603 (184)        | 41      | 1983 | Còn gọi là Tòa nhà IBM |
| 112      | 11 Quảng trường Thời đại                 |                                                    | 601 (183)        | 40      | 2010 | Còn gọi là Times Square Plaza |
| 113      | 1166 Avenue of the Americas              |                                                    | 600 (183)        | 44      | 1974 | [ 234 ] |

### Các tòa nhà cao nhất theochiều caothực
Danh sách này xếp hạng các tòa nhà tại Thành phố New York dựa trên phép đo chiều cao thực tế, tức là bao gồm cả cột ăngten. Phép đo chiều cao kiến trúc chuẩn, tức là loại trừ các ăngten trong chiều cao tòa nhà, vẫn được đưa vào đây để so sánh. Dấu bằng (=) được đặt sau thứ hạng của các tòa nhà có cùng chiều cao. Cột "Năm" ghi năm tòa nhà được khánh thành.

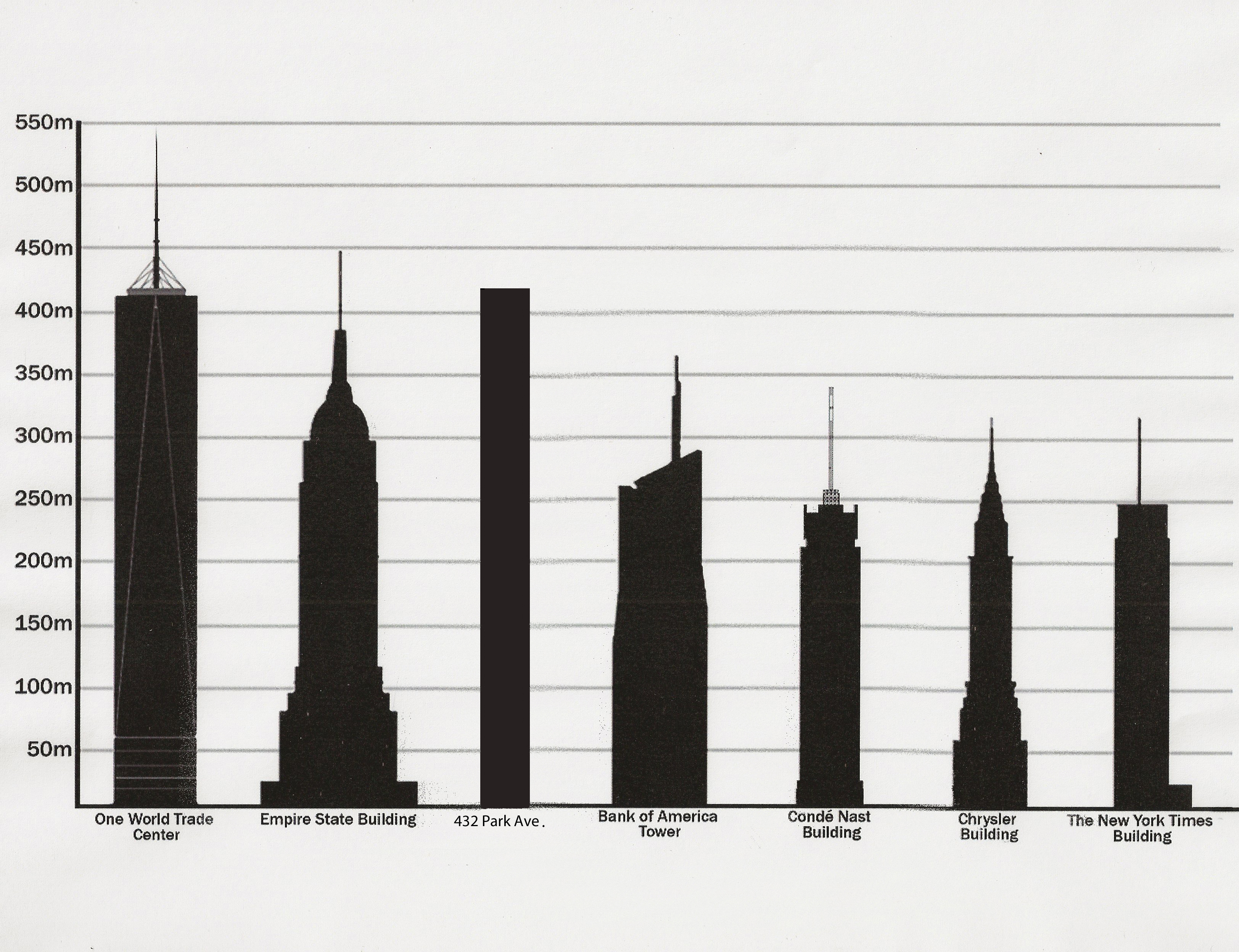
Các tòa nhà cao nhất tại NYC, theo chiều cao thực tế, bao gồm tất cả cột, ăngten, v.v., cho dù có thuộc kiến trúc tòa nhà hay không.

| Thứ hạng thực | Thứ hạng chuẩn | Tên                                | Chiều cao thực ft (m) | Chiều cao chuẩn ft (m) | Số tầng | Năm  | Nguồn                   |
| ------------- | -------------- | ---------------------------------- | --------------------- | ---------------------- | ------- | ---- | ----------------------- |
| 1             | 1              | Trung tâm Thương mại Thế giới Một  | 1,792 (546)           | 1,776 (541)            | 104     | 2014 | [ 4 ] [ 235 ]           |
| 2             | 3              | Tòa nhà Empire State               | 1,454 (443)           | 1,250 (381)            | 102     | 1931 | [ 236 ] [ 237 ] [ 238 ] |
| 3             | 2              | 432 Đại lộ Park                    | 1,396 (426)           | 1,396 (426)            | 96      | 2015 | [ 21 ] [ 22 ]           |
| 4             | 4              | Tháp Bank of America               | 1,200 (366)           | 1,200 (366)            | 55      | 2009 | [ 6 ] [ 24 ]            |
| 5             | 17             | Tòa nhà Condé Nast                 | 1,118 (341)           | 809 (247)              | 48      | 1999 | [ 53 ] [ 54 ]           |
| 6=            | 5=             | Tòa nhà Chrysler                   | 1,046 (319)           | 1,046 (319)            | 77      | 1931 | [ 7 ] [ 26 ]            |
| 6=            | 5=             | Tòa nhà New York Times             | 1,046 (319)           | 1,046 (319)            | 52      | 2007 | [ 27 ] [ 28 ]           |
| 8             | 7              | One57                              | 1,005 (306)           | 1,005 (306)            | 75      | 2014 | [ 29 ] [ 30 ]           |
| 9             | 8              | Trung tâm Thương mại Thế giới số 4 | 977 (298)             | 977 (298)              | 72      | 2013 | [ 12 ] [ 31 ]           |
| 10            | 9              | 70 Phố Pine                        | 952 (290)             | 952 (290)              | 66      | 1932 | [ 32 ] [ 33 ]           |
| 11            | 19             | Tháp Bloomberg                     | 941 (287)             | 806 (246)              | 54      | 2005 | [ 57 ] [ 58 ]           |

### Các tòa nhà cao nhất ở mỗi quận
Danh sách này liệt kê các tòa nhà cao nhất ở mỗi quận của Thành phố New York dựa trên phép đo chiều cao chuẩn. Cột "Năm" ghi năm tòa nhà được khánh thành.
| Quận       | Tên                               | Chiều cao ft (m) | Số tẩng | Năm  | Nguồn           |
| ---------- | --------------------------------- | ---------------- | ------- | ---- | --------------- |
| Bronx      | Harlem River Park Towers I & II   | 404 (123)        | 44      | 1975 | [ 239 ] [ 240 ] |
| Brooklyn   | The Hub*                          | 610 (190)        | 52      | 2016 | [ 223 ]         |
| Manhattan  | Trung tâm Thương mại Thế giới Một | 1,776 (541)      | 104     | 2014 | [ 235 ]         |
| Queens     | One Court Square                  | 658 (201)        | 50      | 1990 | [ 144 ]         |
| Đảo Staten | Nhà thờ tại Mount Loretto         | 225 (69)         | 1       | 1894 | [ 241 ] [ 242 ] |

## Các tòa nhà cao nhất đang được xây dựng hoặc đề xuất

### Đang xây dựng
Danh sách này liệt kê các tòa nhà đang được xây dựng tại Thành phố New York và dự kiến sẽ có chiều cao ít nhất 600 foot (183 m). Các tòa nhà đang được xây dựng đã được cất nóc cũng được đưa vào, cùng với những tòa nhà đang tạm ngừng xây dựng. Với những tòa nhà có chiều cao chưa được nhà phát triển công bố, bảng này dùng số tầng là 50 làm giới hạn.
| Tên                               | Ảnh | Chiều cao* ft (m) | Số tầng | Năm (dự tính) | |
| --------------------------------- | --- | ----------------- | ------- | ------------- | --- |
| Central Park Tower                |     | 1.550 (472)       | 99      | 2019          | Tòa nhà sẽ trở thành tòa nhà dân cư cao nhất thế giới cả về chiều cao mái và chiều cao kiến trúc. |
| 111 Phố 57 Tây                    |     | 1,438 (438)       | 82      | 2017          | Sẽ trở thành tòa nhà chọc trời mảnh nhất thế giới khi hoàn thành. |
| One Vanderbilt                    |     | 1.401 (427)       | 57      | 2020          | Tính tới tháng 8 năm 2016, quá trình đào móng đang được diễn ra. Sẽ trở thành một trong những tòa nhà cao nhất khu phía tây Midtown như một phần của quá trình tái phân loại khu vực Hành lang Vanderbilt. |
| Trung tâm Thương mại Thế giới Hai |     | 1.323 (410)       | 81      | 2021          | Sẽ trở thành tòa nhà cao thứ hai khu tổ hợp Trung tâm Thương mại Thế giới mới khi hoàn thành; quá trình xây dựng tạm ngưng tính tới tháng 1 năm 2012 do thiếu khách hàng thuê. Tính tới tháng 4 năm 2015, Larry Silverstein đã đàm phán với 21st Century Fox và News Corp để làm chủ tòa nhà. Bjarke Ingels đã thay thế Norman Foster trở thành kiến trúc sư của tòa nhà sau khi thỏa thuận được thực hiện. |
| 30 Hudson Yards                   |     | 1,296 (392)       | 92      | 2018-2019     | Tòa nhà cao nhất trong dự án Hudson Yards. |
| 53W53                             |     | 1.050 (320)       | 82      | 2018          | Tính tới tháng 3 năm 2015, quá trình đóng cọc đang diễn ra và các thùng lặn đang được đặt vào vị trí trong lúc công việc làm móng tiếp tục. Tòa tháp trước đó còn gọi là tháp mở rộng MoMa và Tháp Verre. |
| 3 Hudson Boulevard                |     | 1,034 (315)       | 66      | 2019          | Trước kia có tên là GiraSole |
| 220 Central Park South            |     | 951 (290)         | 65      | 2017          | [ 253 ] |
| 15 Hudson Yards                   |     | 912 (278)         | 70      | 2018          | [ 254 ] |
| 125 Phố Greenwich                 |     | 899 (274)         | 71      | 2017          | |
| One Manhattan Square              |     | 850 (259)         | 80      | 2019          | Còn gọi là 252 Phố South. |
| 111 Phố Murray                    |     | 792 (241)         | 58      | 2018          | [ 256 ] |
| 520 Đại lộ Park                   |     | 780 (238)         | 51      | 2017          | [ 257 ] |
| 200 Đại lộ Amsterdam              | —   | 666 (203)         | 51      | —             | Sẽ trở thành tòa nhà cao nhất khu Upper West Side khi hoàn thành. Ngày hoàn thành chưa được công bố nhưng quá trình phá sập các tòa nhà cũ đang được tiến hành. |
| 42-12 Phố 28                      | —   | 647 (197)         | 58      | 2017          | Sẽ trở thành tòa nhà dân cư cao nhất quận Queens khi hoàn thành. |

* Các ô có dấu gạch ngang (—) cho biết thông tin về chiều cao dự kiến hoặc ngày hoàn thành chưa được công bố.

### Được đề xuất
Bảng này liệt kê các tòa nhà đã được đề xuất xây dựng tại Thành phố New York và được dự kiến cao ít nhất 600 foot (183 m). Với những tòa nhà có chiều cao chưa được nhà phát triển công bố, bảng này dùng số tầng là 50 làm giới hạn.
| Tên                               | Chiều cao* ft (m) | Số tầng | Năm* | Ghi chú |
| --------------------------------- | ----------------- | ------- | ---- | --- |
| Hudson Spire                      | 2.000 (610)       | 110     | —    | Sẽ trở thành tòa nhà cao nhất Hoa Kỳ và bán cầu Tây khi hoàn thành. Có lẽ tương đương với "Tháp Gateway" cao 2.000 ft đã được đề xuất tại Chicago.             |
| 80 Phố South                      | 1.436 (438)       | 113     | —    | [ 261 ] |
| 666 Đại lộ thứ 5 (xây dựng lại)   | 1.400 (426)       | —       | —    | Zaha Hadid đã chuẩn bị một kế hoạch xây dựng lại tòa nhà 41 tầng hiện tại thành một tòa tháp khách sạn và dân cư mảnh và siêu cao.                             |
| 15 Penn Plaza                     | 1.216 (371)       | 68      | —    | Vornado Realty Trust đã phục hồi lại kế hoạch xây dựng tòa tháp từng được chấp thuận trước đây này tại khu Midtown.                                            |
| 1 Park Lane                       | 1.210 (368)       | 88      | 2020 | Khách sạn Helmsley Park Lane sẽ bị phá hủy và thay thế bởi một tòa tháp cao 1.210 foot có thể do Rafael Viñoly thiết kế.                                       |
| 520 Phố 41 Tây                    | 1.100 (335)       | 106     | 2020 | Sẽ vượt qua tất cả các tòa nhà chọc trời khác trên đảo theo số tầng.                                                                                           |
| 45 Phố Broad                      | 1.100 (335)       | 86      | 2019 | Kế hoạch được công bố lần đầu vào tháng 2 năm 2016. |
| 50 Hudson Yards                   | 1.068 (326)       | 62      | 2019 | [ 268 ] [ 269 ] |
| 9 Đại lộ DeKalb                   | 1.066 (325)       | 73      | 2019 | Khi hoàn thành, 9 Đại lộ DeKalb sẽ trở thành tòa nhà cao nhất Thành phố New York bên ngoài Manhattan, và đem tới Brooklyn tòa nhà chọc trời siêu cao đầu tiên. |
| 35 Hudson Yards                   | 1.009 (308)       | 79      | 2018 | [ 271 ] |
| The Spiral (66 Đại lộ Hudson)     | 1.005 (305)       | —       | —    | Giao giữa Phố 34 và Đại lộ thứ 10, tại điểm bắt đầu công viên High Line. Gần như tất cả các tầng sẽ đều có sân hiên ngoài trời riêng.                          |
| 335 Đại lộ Madison                | 1.000+ (305+)     | —       | —    | [ 273 ] |
| One Manhattan West                | 995 (303)         | 66      | 2020 | Đã khởi công |
| Two Manhattan West                | 995 (303)         | 66      | 2020 | [ 275 ] |
| Court Square City View Tower      | 984 (300)         | 80      | —    | [ 276 ] |
| SNCI Tower                        | 950 (289)         | 57      | —    | |
| 520 Đại lộ thứ 5                  | 920 (280)         | 71      | —    | Có khả năng một thành phần trên đỉnh tòa nhà có thể nâng dự án lên trên mốc 1.000 ft.                                                                          |
| 426 Phố 58 Đông                   | 900+ (274+)       | —       | —    | Còn gọi là Tháp Sutton Place. |
| 247 Cherry                        | 900 (274)         | 77      | —    | Tòa nhà SHoP Architects đang được thiết kế bởi JDS Development Group. Các kế hoạch ban đầu đã được tiết lộ vào tháng 4 năm 2016.                               |
| 138 East 50th                     | 803 (245)         | 64      | —    | [ 280 ] |
| West 30th Street                  | 800 (244)         | 64      | —    | [ 281 ] |
| 75 Phố Nassau                     | 800 (244)         | —       | —    | [ 282 ] |
| 55 Hudson Yards                   | 780 (238)         | 51      | 2018 | [ 283 ] [ 284 ] [ 285 ] |
| Trung tâm Thương mại Thế giới Năm | 743 (226)         | 42      | —    | Được coi là một đề xuất đang nằm đắp chiếu; cũng gọi là 130 Phố Liberty.                                                                                       |
| 126 Đại lộ Madison                | 730 (223)         | 48      | 2018 | [ 288 ] |
| 470 Đại lộ thứ 11                 | 720 (220)         | 52      | 2017 | [ 289 ] |
| 281 Đại lộ thứ 5                  | 705 (215)         | 52      | —    | Dự kiến bắt đầu xây dựng vào cuối năm 2015. |
| 118 Phố Fulton                    | 700 (213)         | 63      | —    | [ 291 ] [ 292 ] |
| 12 Phố 37 Đông                    | 700 (213)         | 65      | 2017 | [ 293 ] |
| 425 Đại lộ Park                   | 687 (209)         | 41      | 2017 | [ 294 ] [ 295 ] |
| 242 Phố 53 Tây                    | 675 (206)         | 62      | 2017 | Còn gọi là Tháp Roseland. |
| 45 Park Place                     | 667 (203)         | 43      | 2017 | Quá trình phá sập các tòa nhà trong khu vực xây dựng đang gần được hoàn tất, và lễ khởi công được dự kiến trước năm 2016.                                      |
| 303 Phố 44 Đông                   | 600 (183)         | 41      | 2017 | Quá trình xây dựng sẽ bắt đầu vào tháng 9. Tòa nhà được thiết kế theo ODA này sẽ có những khu vườn ngoài trời được đặt trong suốt tòa tháp.                    |
| 420 Albee Square                  | 600 (183)         | 40      | 2018 | Dự án bị trì hoãn ngày khởi công tới năm 2016. Khi hoàn thành nó sẽ trở thành tòa nhà cao thứ hai tại Brooklyn, và là tòa nhà văn phòng cao nhất quận này.     |

* Các ô có dấu gạch ngang (—) cho biết thông tin về chiều cao dự kiến hoặc ngày hoàn thành chưa được công bố.

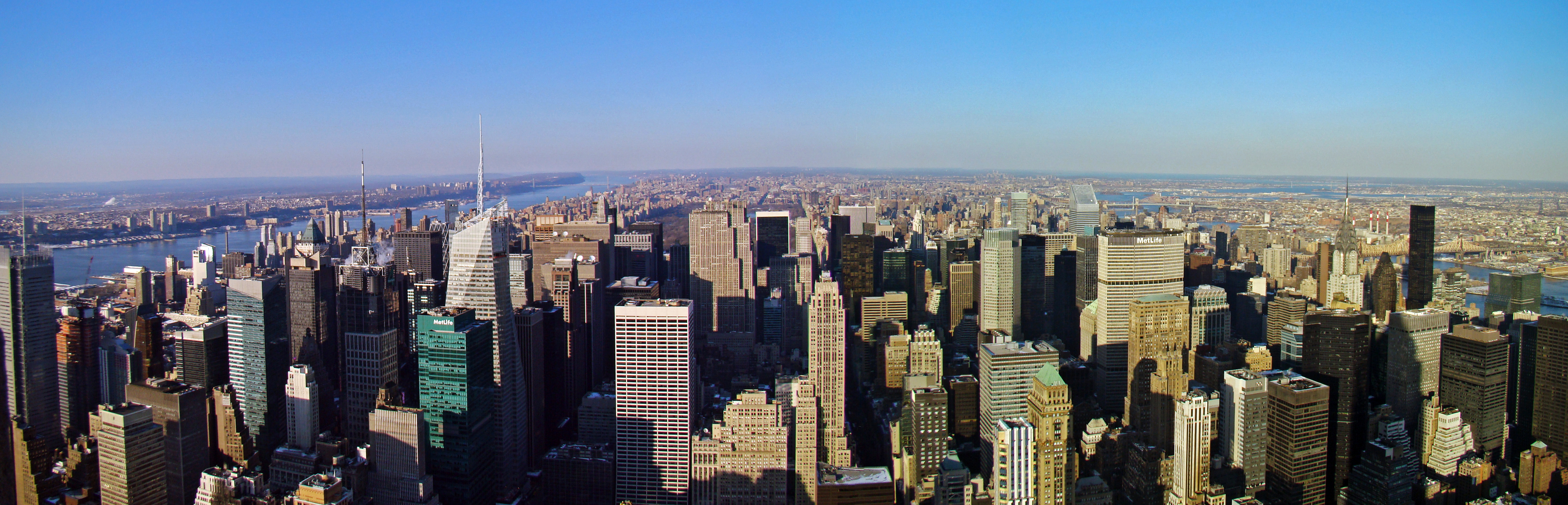
Ảnh chụp toàn cảnh Midtown Manhattan lúc trưa, chụp từ Tòa nhà Empire State

## Các tòa nhà cao nhất đã bị phá hủy
Bảng này liệt kê các tòa nhà tại Thành phố New York đã bị phá hủy hoặc phá sập và có chiều cao ít nhất 500 foot (152 m).
| Tên                                             | Ảnh | Chiều cao ft (m) | Số tầng | Hoàn thành năm | Phá hủy năm | Ghi chú |
| ----------------------------------------------- | --- | ---------------- | ------- | -------------- | ----------- | --- |
| Trung tâm Thương mại Thế giới số 1 (nguyên gốc) |     | 1.368 (417)      | 110     | 1972           | 2001        | Bị phá hủy trong vụ khủng bố ngày 11 tháng 9; từng là tòa nhà cao nhất thế giới từ năm 1972 tới năm 1974     |
| Trung tâm Thương mại Thế giới số 2 (nguyên gốc) |     | 1.362 (415)      | 110     | 1973           | 2001        | Bị phá hủy trong vụ khủng bố ngày 11 tháng 9                                                                 |
| Tòa nhà Singer                                  |     | 612 (187)        | 47      | 1908           | 1968        | Bị phá sập để lấy đất xây dựng One Liberty Plaza; từng là tòa nhà cao nhất thế giới từ năm 1908 tới năm 1909 |
| Trung tâm Thương mại Thế giới số 7 (nguyên gốc) |     | 570 (174)        | 47      | 1987           | 2001        | Bị phá hủy trong vụ khủng bố ngày 11 tháng 9                                                                 |
| Tòa nhà Deutsche Bank                           |     | 517 (157,6)      | 39      | 1974           | 2011        | Bị tháo dỡ do hư hại từ vụ khủng bố ngày 11 tháng 9                                                          |

## Thời biểu các tòa nhà cao nhất

Đường chân trời New York lúc chạng vạng

Danh sách dưới đây liệt kê các tòa nhà từng giữ danh hiệu tòa nhà cao nhất Thành phố New York. Cả Nhà thờ Trinity và Tòa nhà Empire State đều đã từng giữ danh hiệu này hai lần. Tòa nhà Empire State giữ danh hiệu này lần thứ hai sau khi Trung tâm Thương mại Thế giới bị phá hủy trong vụ khủng bố ngày 11 tháng 9. Trung tâm Thương mại Thế giới Một đã vượt qua nó vào năm 2012.
| Tên                                                | Ảnh | Địa chỉ                | Năm giữ danh hiệu | Chiều cao ft (m) | Số tầng | Ghi chú                                                                                        |
| -------------------------------------------------- | --- | ---------------------- | ----------------- | ---------------- | ------- | ---------------------------------------------------------------------------------------------- |
| Collegiate Reformed Protestant Dutch Church        |     | Fort Amsterdam         | 1643–1846         | Chưa biết        | 1       | Đã bị phá sập                                                                                  |
| Nhà thờ Trinity                                    |     | 79 Broadway            | 1846–1853         | 279 (85)         | 1       | [ 310 ]                                                                                        |
| Đài quan sát Latting (1853–1856)                   |     | Phố 42 và Đại lộ thứ 5 | 1853–1854         | 315 (96)         | 3       | Chiều cao giảm 75 foot (23 m) vào năm 1854; bị cháy rụi vào năm 1856                           |
| Nhà thờ Trinity                                    |     | 79 Broadway            | 1854–1890         | 279 (85)         | 1       | [ 310 ]                                                                                        |
| Tòa nhà World[A] (1890–1955)                       |     | Phố Frankfort          | 1890–1899         | 348 (106)        | 20[B]   | Từng là tòa nhà cao nhất thành phố từ năm 1894 tới năm 1899; bị phá sập vào năm 1955           |
| Tòa nhà Manhattan Life Insurance (1894–1963/64)[A] |     | 64–70 Broadway         | 1894–1899         | 348 (106)        | 18      | Từng là tòa nhà cao nhất thành phố từ năm 1894 tới năm 1899; bị phá sập vào khoảng năm 1963-64 |
| Tòa nhà Park Row                                   |     | 13–21 Park Row         | 1899–1908         | 391 (119)        | 30      | [ 313 ]                                                                                        |
| Tòa nhà Singer (1908–1968)                         |     | 149 Broadway           | 1908–1909         | 612 (187)        | 47      | Bị phá sập năm 1968                                                                            |
| Tháp Metropolitan Life Insurance Company           |     | 1 Đại lộ Madison       | 1909–1913         | 700 (213)        | 50      | [ 116 ]                                                                                        |
| Tòa nhà Woolworth                                  |     | 233 Broadway           | 1913–1930         | 792 (241)        | 57      | [ 60 ]                                                                                         |
| Tòa nhà Bank of Manhattan Trust[C]                 |     | 40 Phố Wall            | 1930              | 927 (283)        | 70      | [ 38 ]                                                                                         |
| Tòa nhà Chrysler                                   |     | 405 Đại lộ Lexington   | 1930–1931         | 1.046 (319)      | 77      | [ 26 ]                                                                                         |
| Tòa nhà Empire State                               |     | 350 Đại lộ thứ 5       | 1931–1972         | 1.250 (381)      | 102     | [ 236 ]                                                                                        |
| Trung tâm Thương mại Thế giới số 1 (1972–2001)     |     | 1 World Trade Center   | 1972–2001         | 1.368 (417)      | 110     | Bị phá hủy trong vụ khủng bố 11 tháng 9 năm 2001                                               |
| Tòa nhà Empire State                               |     | 350 Fifth Avenue       | 2001–2013         | 1.250 (381)      | 102     | [ 236 ]                                                                                        |
| Trung tâm Thương mại Thế giới Một                  |     | 1 World Trade Center   | 2013–nay          | 1.776 (541)      | 104     | [ 235 ]                                                                                        |